# Trentham (Victoria)
Trentham  (629 habitants) est un village du centre ouest de l'État de Victoria en Australie à 69 kilomètres au nord-est de Ballarat et à 89 km au nord-ouest de Melbourne dans le comté d'Hepburn.
Le village possède à proximité des sources d'eau chaude et les plus hautes chutes (33 m) d'une seule hauteur du Victoria.